# Římskokatolická farnost Hnojice
Římskokatolická farnost Hnojice je územní společenství římských katolíků s farním kostelem Nanebevzetí Panny Marie v šternberského děkanátu olomoucké arcidiecéze.

## Historie farnosti
První písemná zmínka o obci pochází z roku 1141, kdy je uváděna jako majetek olomoucké kapituly. Koncem 14. století však už Hnojice patřily ke šternberskému panství, a to až do roku 1850, kdy se staly samostatnou obcí v politickém a soudním okrese Šternberk. Vždy šlo o národnostně českou ves, která po roce 1939 tvořila hraniční obec Protektorátu.

## Duchovní správci
Současným administrátorem excurrendo je od července 2014 P. Jan Jašek.